# Пен Стејт Ири (Бехренд, Пенсилванија)
Пен Стејт Ири (енгл. Penn State Erie (Behrend)) насељено је место без административног статуса у америчкој савезној држави Пенсилванија.

## Демографија
По попису из 2010. године број становника је 1.629.
| Група             | 2000.    | 2010.         |
| Белци             | 0 (0,0%) | 1.454 (89,3%) |
| Афроамериканци    | 0 (0,0%) | 54 (3,3%)     |
| Азијати           | 0 (0,0%) | 53 (3,3%)     |
| Хиспаноамериканци | 0 (0,0%) | 33 (2,0%)     |
| Укупно            | 0        | 1.629         |